# Lasioglossum callaspis
Lasioglossum callaspis är en biart som först beskrevs av Cockerell 1915.  Lasioglossum callaspis ingår i släktet smalbin, och familjen vägbin. Inga underarter finns listade i Catalogue of Life.

## Bildgalleri

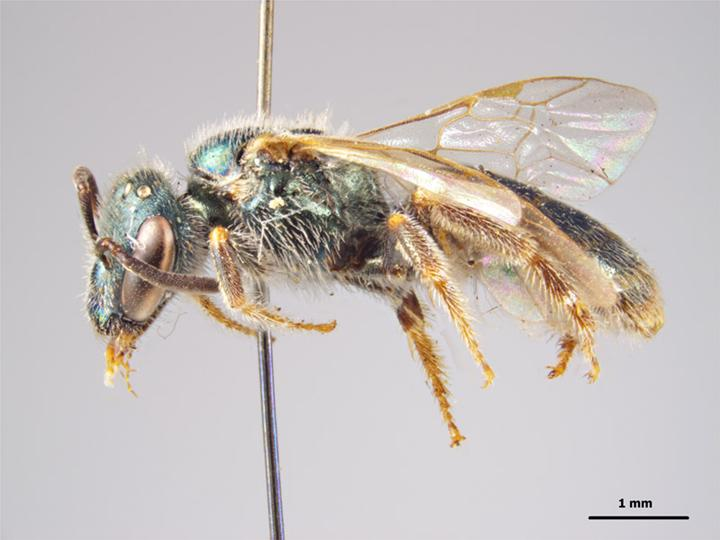